# Андреевка (Речицкий район)
Андре́евка (бел. Андрэеўка) — деревня, входящая в Ровенскослободский сельсовет Речицкого района Гомельской области Белоруссии.

## География

### Расположение
В 22 км на юг от Речицы и железнодорожной станции на линии Калинковичи — Гомель, 72 км от Гомеля.

## Транспортная система
Транспортная связь по автодороге Хойники — Гомель.
В деревне 65 жилых домов (2004 год). Планировка состоит из немного искривлённой, с широтной ориентацией, улицы, к которой с юга примыкает прямолинейная улица. Застройка двухсторонняя, деревянная, домами усадебного типа.

## История
По письменным источникам деревня известна с XIX века и входила в состав Малодушской волости Речицкого уезда Минской губернии. Согласно переписи 1897 года в деревне находились школа, хлебозапасный магазин.
С 8 декабря 1926 года по 30 декабря 1927 года деревня являлась центром Андреевского сельсовета. В пользовании у крестьян было 675 га земли. В 1931 году организован колхоз «Колхозный труд», работала кузница. Во время Великой Отечественной войны 49 жителей деревни погибли на фронтах войны. В период оккупации действовала подпольная группа (руководители Егор Иванович Васинец и Егор Исакович Васинец).
В 1959 году деревня входила в состав колхоза имени Ф. Э. Дзержинского с центром в деревне Ровенская Слобода. В деревне действовали фельдшерско-акушерский пункт, клуб.

## Население

### Численность
2004 год — 65 дворов, 108 жителей.

### Динамика
- 1850 год — 29 дворов.
- 1897 год — 71 двор, 456 жителей (согласно переписи).
- 1908 год — 93 двора, 576 жителей.
- 1930 год — 96 дворов.
- 1959 год — 429 жителей (согласно переписи).
- 2004 год — 65 дворов, 108 жителей.